# Lew Gudkow

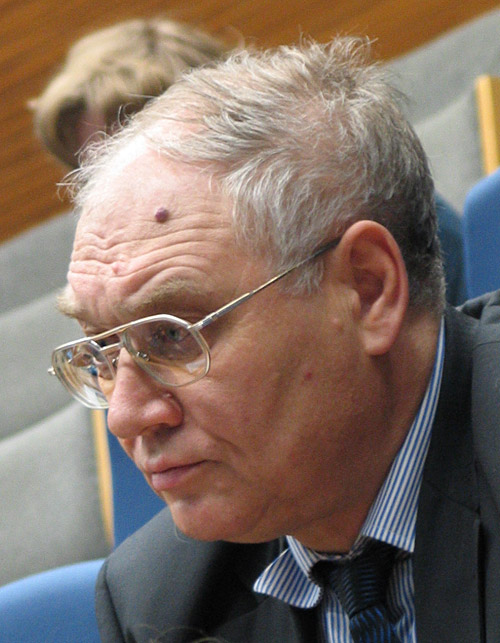
Lew Gudkow (2008)

Lew Dmitriewicz Gudkow (ros. Лев Дмитриевич Гудков, ur. 6 grudnia 1946 w Moskwie) – rosyjski socjolog. 
Ukończył studia na Uniwersytecie Moskiewskim w 1971. Po śmierci Jurija Lewady w 2006 objął stanowisko dyrektora Centrum Lewady w Moskwie. Wykładowca socjologii kultury w Instytucie Nauk Europejskich przy Rosyjskim Państwowym Uniwersytecie Humanistycznym oraz socjologii politycznej w Moskiewskiej Wyższej Szkole Nauk Społecznych i Ekonomicznych. Autor wielu publikacji poświęconych m.in. stosunkom narodowościowym, socjologii literatury i problemom transformacji ustrojowej w posowieckiej Rosji. 